# Abercrombie (Kanada)
Abercrombie – miejscowość (community; przed 26 czerwca 2007 dispersed rural community) położona w Kanadzie, w środkowej części prowincji Nowa Szkocja, założona pod koniec XVIII wieku. W połowie XIX i na początku XX w. ważny ośrodek przeładunku węgla kamiennego, od lat 60. XX w. ośrodek przemysłu papierniczego. W jej granicach prowincjonalny obszar ochrony przyrody Abercrombie Wildlife Management Area. W 1956 liczyła 269 mieszkańców.

## Nazewnictwo
Miejscowość została najprawdopodobniej nazwana na cześć brytyjskiego generała Jamesa Abercrombiego, którego jednym z podkomendnych był osiadły w niej Robert Dunbar; nazwa urzędowo zatwierdzona 30 maja 1966.

## Położenie
Miejscowość (community; przed 26 czerwca 2007 dispersed rural community) jest położona około 3 km w górę rzeki od ujścia East River of Pictou (dawniej East River), na cyplu wcinającym się w zatokę Pictou Harbour, naprzeciw Pictou, ok. 7 km na północny zachód od New Glasgow (45°37′52″N, 62°41′26″W), w kanadyjskiej prowincji Nowa Szkocja, w hrabstwie Pictou.

## Historia
Miejscowość założona została pod koniec XVIII wieku przez przybyszów ze Szkocji (jednym z pierwszych był osiadły tu w 1784 Robert Dunbar). W 1815 poświadczona jest działalność promu Johna McLeoda kursującego na trasie Pictou–Fraser’s Point (w Abercrombie)–Pictou Landing, a w 1860 przewoźnicy John McPherson i John Nairn byli zobligowani do dwóch kursów dziennie na trasie do Pictou. Połączenia promowe miejscowości z New Glasgow, Trenton oraz z Pictou i Pictou Landing były utrzymywane w pierwszej połowie XX w. przez jednostki należące do Rodericka Powella i Johna Christiego („Edith Cavell”, „Hiawatha”, „Ashagola”).
Rozwój miejscowości datuje się od ukończenia na działce pozyskanej od Dunbara w 1828 budowy nabrzeży przeładunkowych (współcześnie The Loading Ground) dla General Mining Association czynnych do 1886, a obsługiwanych przez parowce – kolejno: „Richard Smith”, „Albion” (od 1836), „Pluto” (od 1849), „Alexandria” (od 1863) – jako holowniki-barki. Te nabrzeża (położone przy Dunbar’s Point), do których w końcu lat 30. XIX w. doprowadzono pasażersko-towarową linię kolejową (Albion Mines Railway (South Pictou Railway); uruchomioną po wstępnym, jeszcze nieukończonej trasy, otwarciu 19 września 1839 ostatecznie w maju 1840, zamkniętą w 1886, a rozebraną na obszarze miejscowości w 1889) z Albion Mines (z możliwością przesiadki w Abercrombie na prom do Pictou), stały się przemysłowym centrum miejscowości, a w latach 1838–1888 w ich pobliżu funkcjonowała grupa zabudowań, zwana Loading Ground z kościołem prezbiterian (Bethel, względnie Sailor’s Bethel), kilkoma sklepami, budynkiem spotkań towarzystwa wstrzemięźliwości (temperance hall) i własną szkołą (od 1882). W latach 1904–1930 w związku z powstaniem w miejscowości nowego nabrzeża u ujścia East River (Abercrombie Pier) dowożono tam dzięki linii kolejowej zarządzanej przez Intercolonial Coal Company węgiel kamienny wydobywany w kopalni „Drummond Mine” w Westville. W latach 60. XIX w. powstał pierwszy budynek szkolny (kolejny wybudowany w 1956), w latach 1882–1915 działał w miejscowości urząd pocztowy (prowadzony najpierw przez A. Munro, następnie 1898–1908 przez Roberta Dunbara, a w ostatnim okresie przez Warrena B. Jonesa), oprócz powyższego funkcjonował między 1909 a 1915 urząd Abercrombie Pier, obsługiwany przez Johna G. Englisha. W 1919 poświadczone w pobliżu złoża węgla.

## Demografia
W 1883 miejscowość zamieszkiwały 132 osoby, w 1892 – 132 osoby, w 1898 – 130 osób, w 1919 – 130 osób (oraz 50 w Abercrombie Pier), a w 1956 – 269 osób.

## Polityka
W wyniku reformy z 1970 miejscowość należała do okręgu wyborczego (do rady hrabstwa) nr 9 (Alma and Abercrombie). Współcześnie należy do okręgu wyborczego (do rady hrabstwa) nr 8.

## Przemysł
Od końca lat 60. XX w. ponowny rozwój przemysłu – w 1968 zakończono w okolicach Abercrombie Point budowę zakładu celulozowo-papierniczego firmy Scott Paper Company, równolegle miejscowość uzyskała połączenie drogowe z Pictou po grobli przez Pictou Harbour, w 1970 otworzono w pobliżu także zakłady chemiczne Canso Chemicals, produkujące na potrzeby nowoszkockiego przemysłu papierniczego, a w 1973 powiązano je z siecią kolejową Canadian National Railway, wykorzystując fragmenty nieużytkowanej linii zbudowanej w 1904. Od stycznia 2020 wstrzymano produkcję w zakładzie papierniczym należącym już do Northern Pulp Nova Scotia ze względów środowiskowych.

## Ochrona przyrody
Na obszarze miejscowości w okolicach przylądka Abercrombie Point i zakładu papierniczo-celulozowego położony jest prowincjonalny obszar ochrony przyrody (wildlife management area) Abercrombie Wildlife Management Area, powołany m.in. dla ochrony kolonii kormoranów rogatych.

## Sport
Od 1919 w miejscowości ma siedzibę klub golfowy Abercrombie Golf Club (od 1968 funkcjonujący pod nazwą Abercrombie Country Club), posiadający osiemdziesiąt akrów, na których zbudowano budynek klubowy (1956 odbudowany po pożarze; 1968 rozbudowany; 1990 odbudowany po kolejnym pożarze z roku poprzedniego) oraz 18-dołkowe pole golfowe (do 1968 9-dołkowe), w latach 1968–1989 w budynku klubu golfowego miał siedzibę (oraz lodowisko) klub curlingowy Bluenose Curling Club.